# Tonga na igrzyskach Wspólnoty Narodów
Tonga wystartowało po raz pierwszy na igrzyskach Wspólnoty Narodów w 1974 roku na igrzyskach w Christchurch i od tamtej pory reprezentacja wystartowała na wszystkich igrzyskach, prócz zawodów w 1978 i 1986 roku. Wszystkie dotychczas zdobyte medale wywalczone zostały przez bokserów.

## Klasyfikacja medalowa
| Igrzyska          | Złoto | Srebro | Brąz | Razem |
| ----------------- | ----- | ------ | ---- | ----- |
| 1974 Christchurch | 0     | 0      | 0    | 0     |
| 1982 Brisbane     | 0     | 0      | 0    | 0     |
| 1990 Auckland     | 0     | 0      | 0    | 0     |
| 1994 Victoria     | 0     | 0      | 1    | 1     |
| 1998 Kuala Lumpur | 0     | 0      | 0    | 0     |
| 2002 Manchester   | 0     | 0      | 0    | 0     |
| 2006 Melbourne    | 0     | 0      | 0    | 0     |
| 2010 Nowe Delhi   | 0     | 0      | 2    | 2     |
| Razem             | 0     | 0      | 3    | 3     |

### Według dyscyplin
| Dyscyplina | Złoto | Srebro | Brąz | Razem |
| ---------- | ----- | ------ | ---- | ----- |
| Boks       | -     | -      | 3    | 3     |